# Rabla
Rabla - Programul de Înnoire a Parcului Auto este un program prin care guvernul României urmărește scoaterea de pe piață a autovehiculelor vechi. În perioada 2004-2009, mulțumită programului „Rabla”, au fost scoase din uz aproximativ 107.000 mașini vechi.
Până la data de 13 august 2010, prin intermediul „Rabla” au fost casate 159.145 autovehicule uzate mai vechi de 10 ani de la data fabricației, și au fost achiziționate 35.000 autovehicule noi, dintre care peste 50% reprezintă industria autohtonă.
Programe pentru acordarea de prime de casare pentru stimularea vânzărilor de mașini noi de genul Rabla există și sunt implementate de mai multe state europene, printre care Germania (unde programul se numește Abwrackprämie), Italia, Spania, Franța, Marea Britanie, precum și de SUA, și au înregistrat succese mult mai mari decât programul Rabla.
În anul 2010, prin Programul Rabla, au fost casate 190.000 autoturisme și achiziționate 63.000 unități, dintre care 26.000 de producție autohtonă.

## Desfășurare
În 2009, în vederea implementării programului de stimulare a înnoirii parcului auto au fost alocate 190 milioane lei pentru scoaterea din uz a 50.000 de autoturisme de la populație, precum și 38 milioane lei pentru înnoirea flotelor auto ale firmelor cu 10.000 de autoturisme.
În 2010, până la data de 18 noiembrie, prin Programul Rabla au fost casate 183.625 de
autoturisme și au fost achiziționate 56.229 autoturisme noi, din care 24.095 sunt de
produse în România. Pentru achiziționarea celor 56.229 de autoturisme noi au fost
utilizate 165.874 de tichete. Astfel, la această dată, se află pe piață 17.751 de tichete
neutilizate încă, numărul acestora cunoscând o scădere considerabilă față de săptămâna
trecută când erau pe piață 31.000 de astfel de tichete.
Programul de stimulare a înnoirii Parcului auto național, din anul 2010, beneficiază de
sesiune deschisă, începând cu data de 18 februarie, având un buget total de 722.000.000
lei, în scopul scoaterii din uz a 190.000 autovehicule mai vechi de 10 ani de la data
fabricației. Programul se adresează, atât persoanelor fizice, cât și celor juridice, oferind
persoanelor fizice posibilitatea achiziționării unui autovehicul nou prin cumularea până la
trei tichete valorice.
Următorul tabel prezintă evoluția anuală a programului Rabla - număr de automobile alocate și număr de casări realizate, precum și valoarea bugetului total alocat și valoarea primei de casare, pe ani.
| An          | 2010        | 2009        | 2008   | 2007   | 2006   | 2005   |
| ----------- | ----------- | ----------- | ------ | ------ | ------ | ------ |
| Alocate     | 190.000     | 60.000      | -      | 16.500 | -      | -      |
| Casări      | 183.625     | -           | 30.466 | 16.444 | 15.110 | 14.607 |
| Procentaj   | 95%         | -           | 76 %   | 99 %   | 90+ %  | 90+ %  |
| Buget (lei) | 722.000.000 | 228.000.000 | -      | -      | -      | -      |
| Primă (lei) | 3.800       | 3.800       | 3.000  | -      | -      | -      |

În septembrie 2009, programul Rabla a fost extins și pentru utilaje agricole, valoarea primei de casare fiind stabilită la 17.000 lei.
Prima de casare se acordă pentru tractoare sau mașini agricole autopropulsate cu o vechime de cel puțin zece ani.

## Programe similare în alte țări
În perioada ianuarie-septembrie 2009, Germania a derulat un program similar de înnoire a parcului auto.
Mai mult de 2 milioane de persoane au beneficiat de acest program guvernamental care a avut la dispoziție o linie de finanțare în valoare de 5 miliarde de euro.
Statul german acordat 2.500 de euro în schimbul fiecărui automobil vechi dat la schimb pentru unul nou.
Schema de finanțare a avut drept impact imediat creșterea consumului în cea mai dură perioadă economică pe care Germania o traversează de la al doilea război mondial încoace.
Măsurile de stimulare a consumului nu au făcut însă decât să amâne nevoia de restructurare a industriei auto.
În Franța, prima de casare a fost de 1.000 euro în anul 2009, au fost depuse 380.000 de cereri de casare, iar cheltuielile s-au ridicat la 380.000.000 de euro.
De la 1 ianuarie 2010, valoarea primei va fi redusă la 700 euro, iar de la 1 iulie 2010, la 500 euro